# 라만대극소망사
라만대극소망사(罗曼蒂克消亡史, The Wasted Times)는 중국에서 제작된 청얼 감독의 2016년 드라마 영화이다. 장쯔이 등이 주연으로 출연하였다.

## 출연

### 주연
- 장쯔이
- 갈우

### 조연
- 아사노 타다노부
- 두순
- 질리안 청

## 제작진
- 의상: 해중문